# Marcelo Vido
Marcelo Vido (Santo André, 15 gennaio 1959) è un ex cestista brasiliano.

## Carriera
Con il Brasile ha disputato due edizioni dei Giochi olimpici (Mosca 1980, Los Angeles 1984), tre dei Campionati mondiali (1978, 1982, 1986) e due dei Campionati americani (1980, 1984).

## Palmarès
- Coppa Intercontinentale: 1

EC Sírio: 1979